# Coupe de France de rugby à XIII 1951-1952
Navigation
Édition précédente Édition suivante
La Coupe de France de rugby à XIII 1951-1952 est la 14e édition de la Coupe de France, compétition à élimination directe mettant aux prises des clubs de rugby à XIII amateurs et professionnels affiliés à la Fédération française de jeu à XIII (aujourd'hui Fédération française de rugby à XIII).

## Phase finale
|  | Huitièmes de finale        | Huitièmes de finale       | Huitièmes de finale            | Huitièmes de finale       |                    |                    | Quarts de finale            | Quarts de finale            | Quarts de finale            | Quarts de finale            |  |  | Demi-finales           | Demi-finales           | Demi-finales           | Demi-finales           |  |  | Finale                    | Finale                    | Finale                    | Finale                    |
|  |                            |                           |                                |                           |                    |                    |                             |                             |                             |                             |  |  |                        |                        |                        |                        |  |  |                           |                           |                           |                           |
|  | Le 9 mars 1952 à Bordeaux  | Le 9 mars 1952 à Bordeaux | Le 9 mars 1952 à Bordeaux      | Le 9 mars 1952 à Bordeaux |                    |                    | Le 23 mars 1952 à Marseille | Le 23 mars 1952 à Marseille | Le 23 mars 1952 à Marseille | Le 23 mars 1952 à Marseille |  |  | Le 27 avril 1952 à Pau | Le 27 avril 1952 à Pau | Le 27 avril 1952 à Pau | Le 27 avril 1952 à Pau |  |  | Le 4 mai 1952 à Marseille | Le 4 mai 1952 à Marseille | Le 4 mai 1952 à Marseille | Le 4 mai 1952 à Marseille |
|  | Carcassonne                | Carcassonne               | 23                             | 23                        |                    |                    | Le 23 mars 1952 à Marseille | Le 23 mars 1952 à Marseille | Le 23 mars 1952 à Marseille | Le 23 mars 1952 à Marseille |  |  | Le 27 avril 1952 à Pau | Le 27 avril 1952 à Pau | Le 27 avril 1952 à Pau | Le 27 avril 1952 à Pau |  |  | Le 4 mai 1952 à Marseille | Le 4 mai 1952 à Marseille | Le 4 mai 1952 à Marseille | Le 4 mai 1952 à Marseille |
|  | Carcassonne                | Carcassonne               | 23                             | 23                        |                    |                    | Le 23 mars 1952 à Marseille | Le 23 mars 1952 à Marseille | Le 23 mars 1952 à Marseille | Le 23 mars 1952 à Marseille |  |  | Le 27 avril 1952 à Pau | Le 27 avril 1952 à Pau | Le 27 avril 1952 à Pau | Le 27 avril 1952 à Pau |  |  | Le 4 mai 1952 à Marseille | Le 4 mai 1952 à Marseille | Le 4 mai 1952 à Marseille | Le 4 mai 1952 à Marseille |
|  | Marseille                  | Marseille                 | 0                              | 0                         |                    |                    | Le 23 mars 1952 à Marseille | Le 23 mars 1952 à Marseille | Le 23 mars 1952 à Marseille | Le 23 mars 1952 à Marseille |  |  | Le 27 avril 1952 à Pau | Le 27 avril 1952 à Pau | Le 27 avril 1952 à Pau | Le 27 avril 1952 à Pau |  |  | Le 4 mai 1952 à Marseille | Le 4 mai 1952 à Marseille | Le 4 mai 1952 à Marseille | Le 4 mai 1952 à Marseille |
|  | Marseille                  | Marseille                 | 0                              | 0                         | Carcassonne        | Carcassonne        | 27                          | 27                          |                             |                             |  |  | Le 27 avril 1952 à Pau | Le 27 avril 1952 à Pau | Le 27 avril 1952 à Pau | Le 27 avril 1952 à Pau |  |  | Le 4 mai 1952 à Marseille | Le 4 mai 1952 à Marseille | Le 4 mai 1952 à Marseille | Le 4 mai 1952 à Marseille |
|  | Le 9 mars 1952             |                           |                                |                           | Carcassonne        | Carcassonne        | 27                          | 27                          |                             |                             |  |  | Le 27 avril 1952 à Pau | Le 27 avril 1952 à Pau | Le 27 avril 1952 à Pau | Le 27 avril 1952 à Pau |  |  | Le 4 mai 1952 à Marseille | Le 4 mai 1952 à Marseille | Le 4 mai 1952 à Marseille | Le 4 mai 1952 à Marseille |
|  |                            |                           | Toulouse                       | Toulouse                  | 8                  | 8                  |                             |                             |                             |                             |  |  | Le 27 avril 1952 à Pau | Le 27 avril 1952 à Pau | Le 27 avril 1952 à Pau | Le 27 avril 1952 à Pau |  |  | Le 4 mai 1952 à Marseille | Le 4 mai 1952 à Marseille | Le 4 mai 1952 à Marseille | Le 4 mai 1952 à Marseille |
|  | Toulouse                   | Toulouse                  | Toulouse                       | Toulouse                  | 8                  | 8                  | 5                           | 5                           |                             |                             |  |  | Le 27 avril 1952 à Pau | Le 27 avril 1952 à Pau | Le 27 avril 1952 à Pau | Le 27 avril 1952 à Pau |  |  | Le 4 mai 1952 à Marseille | Le 4 mai 1952 à Marseille | Le 4 mai 1952 à Marseille | Le 4 mai 1952 à Marseille |
|  | Toulouse                   | Toulouse                  | Le 23 mars 1952 à Perpignan    |                           |                    |                    | 5                           | 5                           |                             |                             |  |  | Le 27 avril 1952 à Pau | Le 27 avril 1952 à Pau | Le 27 avril 1952 à Pau | Le 27 avril 1952 à Pau |  |  | Le 4 mai 1952 à Marseille | Le 4 mai 1952 à Marseille | Le 4 mai 1952 à Marseille | Le 4 mai 1952 à Marseille |
|  | Cavaillon                  | Cavaillon                 | 2                              | 2                         |                    |                    |                             |                             |                             |                             |  |  | Le 27 avril 1952 à Pau | Le 27 avril 1952 à Pau | Le 27 avril 1952 à Pau | Le 27 avril 1952 à Pau |  |  | Le 4 mai 1952 à Marseille | Le 4 mai 1952 à Marseille | Le 4 mai 1952 à Marseille | Le 4 mai 1952 à Marseille |
|  | Cavaillon                  | Cavaillon                 | 2                              | 2                         | Carcassonne        | Carcassonne        | 17                          | 17                          |                             |                             |  |  |                        |                        |                        |                        |  |  | Le 4 mai 1952 à Marseille | Le 4 mai 1952 à Marseille | Le 4 mai 1952 à Marseille | Le 4 mai 1952 à Marseille |
|  | Le 9 mars 1952 à Toulouse  |                           |                                |                           | Carcassonne        | Carcassonne        | 17                          | 17                          |                             |                             |  |  |                        |                        |                        |                        |  |  | Le 4 mai 1952 à Marseille | Le 4 mai 1952 à Marseille | Le 4 mai 1952 à Marseille | Le 4 mai 1952 à Marseille |
|  |                            |                           | Villeneuve-sur-Lot             | Villeneuve-sur-Lot        | 13                 | 13                 |                             |                             |                             |                             |  |  |                        |                        |                        |                        |  |  | Le 4 mai 1952 à Marseille | Le 4 mai 1952 à Marseille | Le 4 mai 1952 à Marseille | Le 4 mai 1952 à Marseille |
|  | Villeneuve-sur-Lot         | Villeneuve-sur-Lot        | Villeneuve-sur-Lot             | Villeneuve-sur-Lot        | 13                 | 13                 | 5                           | 5                           |                             |                             |  |  |                        |                        |                        |                        |  |  | Le 4 mai 1952 à Marseille | Le 4 mai 1952 à Marseille | Le 4 mai 1952 à Marseille | Le 4 mai 1952 à Marseille |
|  | Villeneuve-sur-Lot         | Villeneuve-sur-Lot        | Le 27 avril 1952 à Carcassonne |                           |                    |                    | 5                           | 5                           |                             |                             |  |  |                        |                        |                        |                        |  |  | Le 4 mai 1952 à Marseille | Le 4 mai 1952 à Marseille | Le 4 mai 1952 à Marseille | Le 4 mai 1952 à Marseille |
|  | Bordeaux                   | Bordeaux                  | 4                              | 4                         |                    |                    |                             |                             |                             |                             |  |  |                        |                        |                        |                        |  |  | Le 4 mai 1952 à Marseille | Le 4 mai 1952 à Marseille | Le 4 mai 1952 à Marseille | Le 4 mai 1952 à Marseille |
|  | Bordeaux                   | Bordeaux                  | 4                              | 4                         | Villeneuve-sur-Lot | Villeneuve-sur-Lot | 12                          | 12                          |                             |                             |  |  |                        |                        |                        |                        |  |  | Le 4 mai 1952 à Marseille | Le 4 mai 1952 à Marseille | Le 4 mai 1952 à Marseille | Le 4 mai 1952 à Marseille |
|  | Le 9 mars 1952 à Lézignan  |                           |                                |                           | Villeneuve-sur-Lot | Villeneuve-sur-Lot | 12                          | 12                          |                             |                             |  |  |                        |                        |                        |                        |  |  | Le 4 mai 1952 à Marseille | Le 4 mai 1952 à Marseille | Le 4 mai 1952 à Marseille | Le 4 mai 1952 à Marseille |
|  |                            |                           | Albi                           | Albi                      | 5                  | 5                  |                             |                             |                             |                             |  |  |                        |                        |                        |                        |  |  | Le 4 mai 1952 à Marseille | Le 4 mai 1952 à Marseille | Le 4 mai 1952 à Marseille | Le 4 mai 1952 à Marseille |
|  | Albi                       | Albi                      | Albi                           | Albi                      | 5                  | 5                  | 6                           | 6                           |                             |                             |  |  |                        |                        |                        |                        |  |  | Le 4 mai 1952 à Marseille | Le 4 mai 1952 à Marseille | Le 4 mai 1952 à Marseille | Le 4 mai 1952 à Marseille |
|  | Albi                       | Albi                      | Le 23 mars 1952 à Carcassonne  |                           |                    |                    | 6                           | 6                           |                             |                             |  |  |                        |                        |                        |                        |  |  | Le 4 mai 1952 à Marseille | Le 4 mai 1952 à Marseille | Le 4 mai 1952 à Marseille | Le 4 mai 1952 à Marseille |
|  | Avignon                    | Avignon                   | 0                              | 0                         |                    |                    |                             |                             |                             |                             |  |  |                        |                        |                        |                        |  |  | Le 4 mai 1952 à Marseille | Le 4 mai 1952 à Marseille | Le 4 mai 1952 à Marseille | Le 4 mai 1952 à Marseille |
|  | Avignon                    | Avignon                   | 0                              | 0                         | Carcassonne        | Carcassonne        | 28                          | 28                          |                             |                             |  |  |                        |                        |                        |                        |  |  |                           |                           |                           |                           |
|  | Le 9 mars 1952             |                           |                                |                           | Carcassonne        | Carcassonne        | 28                          | 28                          |                             |                             |  |  |                        |                        |                        |                        |  |  |                           |                           |                           |                           |
|  |                            |                           | XIII Catalan                   | XIII Catalan              | 9                  | 9                  |                             |                             |                             |                             |  |  |                        |                        |                        |                        |  |  |                           |                           |                           |                           |
|  | XIII Catalan               | XIII Catalan              | XIII Catalan                   | XIII Catalan              | 9                  | 9                  | 24                          | 24                          |                             |                             |  |  |                        |                        |                        |                        |  |  |                           |                           |                           |                           |
|  | XIII Catalan               | XIII Catalan              |                                |                           |                    |                    |                             | 24                          |                             |                             |  |  |                        |                        |                        |                        |  |  |                           |                           |                           |                           |
|  | Toulon                     | Toulon                    | 5                              | 5                         |                    |                    |                             |                             |                             |                             |  |  |                        |                        |                        |                        |  |  |                           |                           |                           |                           |
|  | Toulon                     | Toulon                    | 5                              | 5                         | XIII Catalan       | XIII Catalan       | 36                          | 36                          |                             |                             |  |  |                        |                        |                        |                        |  |  |                           |                           |                           |                           |
|  | Le 9 mars 1952 à Tonneins  |                           |                                |                           | XIII Catalan       | XIII Catalan       | 36                          | 36                          |                             |                             |  |  |                        |                        |                        |                        |  |  |                           |                           |                           |                           |
|  |                            |                           | Lézignan                       | Lézignan                  | 6                  | 6                  |                             |                             |                             |                             |  |  |                        |                        |                        |                        |  |  |                           |                           |                           |                           |
|  | Lézignan                   | Lézignan                  | Lézignan                       | Lézignan                  | 6                  | 6                  | 23                          | 23                          |                             |                             |  |  |                        |                        |                        |                        |  |  |                           |                           |                           |                           |
|  | Lézignan                   | Lézignan                  | Le 23 mars 1952 à Lyon         |                           |                    |                    | 23                          | 23                          |                             |                             |  |  |                        |                        |                        |                        |  |  |                           |                           |                           |                           |
|  | Arcachon                   | Arcachon                  | 10                             | 10                        |                    |                    |                             |                             |                             |                             |  |  |                        |                        |                        |                        |  |  |                           |                           |                           |                           |
|  | Arcachon                   | Arcachon                  | 10                             | 10                        | XIII Catalan       | XIII Catalan       | 12                          | 12                          |                             |                             |  |  |                        |                        |                        |                        |  |  |                           |                           |                           |                           |
|  | Le 9 mars 1952 à Limoges   |                           |                                |                           | XIII Catalan       | XIII Catalan       | 12                          | 12                          |                             |                             |  |  |                        |                        |                        |                        |  |  |                           |                           |                           |                           |
|  |                            |                           | Lyon                           | Lyon                      | 8                  | 8                  |                             |                             |                             |                             |  |  |                        |                        |                        |                        |  |  |                           |                           |                           |                           |
|  | Lyon                       | Lyon                      | Lyon                           | Lyon                      | 8                  | 8                  | 27                          | 27                          |                             |                             |  |  |                        |                        |                        |                        |  |  |                           |                           |                           |                           |
|  | Lyon                       | Lyon                      |                                |                           |                    |                    |                             | 27                          |                             |                             |  |  |                        |                        |                        |                        |  |  |                           |                           |                           |                           |
|  | Celtic de Paris            | Celtic de Paris           | 15                             | 15                        |                    |                    |                             |                             |                             |                             |  |  |                        |                        |                        |                        |  |  |                           |                           |                           |                           |
|  | Celtic de Paris            | Celtic de Paris           | 15                             | 15                        | Lyon               | Lyon               | 34                          | 34                          |                             |                             |  |  |                        |                        |                        |                        |  |  |                           |                           |                           |                           |
|  | Le 9 mars 1952 à Montauban |                           |                                |                           | Lyon               | Lyon               | 34                          | 34                          |                             |                             |  |  |                        |                        |                        |                        |  |  |                           |                           |                           |                           |
|  |                            |                           | Lavardac                       | Lavardac                  | 13                 | 13                 |                             |                             |                             |                             |  |  |                        |                        |                        |                        |  |  |                           |                           |                           |                           |
|  | Lavardac                   | Lavardac                  | Lavardac                       | Lavardac                  | 13                 | 13                 | 11                          | 11                          |                             |                             |  |  |                        |                        |                        |                        |  |  |                           |                           |                           |                           |
|  | Lavardac                   | Lavardac                  |                                |                           |                    |                    |                             | 11                          |                             |                             |  |  |                        |                        |                        |                        |  |  |                           |                           |                           |                           |
|  | Carpentras                 | Carpentras                | 3                              | 3                         |                    |                    |                             |                             |                             |                             |  |  |                        |                        |                        |                        |  |  |                           |                           |                           |                           |
|  | Carpentras                 | Carpentras                | 3                              | 3                         |                    |                    |                             |                             |                             |                             |  |  |                        |                        |                        |                        |  |  |                           |                           |                           |                           |
|  |                            |                           |                                |                           |                    |                    |                             |                             |                             |                             |  |  |                        |                        |                        |                        |  |  |                           |                           |                           |                           |

## Finale - 4 mai 1952
(mt : 12 - 9)
Points marqués :
- Carcassonne : 4 essais de R. Benausse (21e), Llari (33e), Calbète (70e), Guilhem (79e) ; 2 transformations de Puig-Aubert (21e, 70e et 79e) ; 3 pénalités de Puig-Aubert (16e, 45e et 63e) ; 2 drops de Puig-Aubert (8e et 59e).
- XIII Catalan : 1 essai de Mestres (28e) ; 1 transformation de Comes (28e) ; 2 pénalités de Comes (10e et 14e).

Arbitre : M. Appleton (Angleterre)
Évolution du score : 2-0, 2-2, 2-4, 4-4, 9-5, 9-9, 12-9 (mi-temps), 14-9, 16-9, 18-9, 23-9, 28-9
Spectateurs : 
Composition des équipes :
- Carcassonne : Puig-Aubert - Christian Lasalle, Louis Llari, Claude Teisseire , René Benausse - Gilbert Benausse (o), Roger Guilhem (m) - Henri Vaslin, Martin Martin, Louis Mazon, Édouard Ponsinet, Marcel Gacia, Germain Calbète - Entraîneur :
- XIII Catalan : Lucien Malafosse - René Mestres, Jep Maso, Gaston Comes, Payré - Paul Dejean (o), Irénée Carrère (m) - Ambroise Ulma, Georges Vayre, Marcel Piques, Gazé, Chancou, Henri Delhoste - Entraîneur :

Avant la finale se produit la finale juniors entre Carcassonne et Avignon, remportée par les seconds 14-3.